# Leptosiphonium
Leptosiphonium, biljni rod iz porodice primogovki smješten u podtribus Erantheminae, dio tribusa Ruellieae, potporodica Acanthoideae. Sastoji se od 10 vrsta iz Papuazije, ali rodu je potrebna revizija. Opisan je u Descriptive Notes on Papuan Plants 7: 32. 1886. 

## Rasprostranjenost
Solomonski otoci, Nova Gvineja i Molučki otoci.

## Vrste
1. Leptosiphonium aruense (S.Moore) Bremek. & Nann.-Bremek.
2. Leptosiphonium forbesii (S.Moore) Bremek. & Nann.-Bremek.
3. Leptosiphonium garckeanum (K.Schum.) Bremek. & Nann.-Bremek.
4. Leptosiphonium gloeocalyx (K.Schum.) Bremek. & Nann.-Bremek.
5. Leptosiphonium guppyi (Hemsl.) Bremek. & Nann.-Bremek.
6. Leptosiphonium papuanum (S.Moore) Bremek. & Nann.-Bremek.
7. Leptosiphonium potamoxenos (K.Schum.) Bremek. & Nann.-Bremek.
8. Leptosiphonium stricklandii F.Muell.; tipična vrsta
9. Leptosiphonium versicolor (S.Moore) Bremek. & Nann.-Bremek.
10. Leptosiphonium vestitum (Engl.) Bremek. & Nann.-Bremek.